# Римокатоличка црква Уздизања Часног Крста у Руми
Римокатоличка црква Уздизања Часног Крста у Руми је подигнута 1813. године и као непокретно културно добро има статус споменика културе од великог значаја.

## Изглед
Црква је саграђена као једнобродна класицистичка грађевина, оријентисана у правцу север-југ. Уобичајене је просторне концепције са полукружном олтарском апсидом, издуженим наосом и високим звоником који доминира прочељем. На западној страни је подигнута пространа сакристија. Фасаде су оживљене комбинацијом плитких пиластера и паралелних профилисаних венаца, чиме је постигнут склад између вертикалне и хоризонталне поделе. Посебна пажња посвећена је декорацији северне фасаде. Лучно завршен портал уоквирују два пара пиластера украшена јонским капителима. У зони изнад портала смештен је пар ниша са скулптурама светитеља и прозорски отвор, између њих, који понавља облик портала.
Представу Уздизања Часног Крста на главном олтару извео је 1828. године Винценц Дојчер. Резбарење бочних олтара поверено је 1844. године Едуарду Владаршу. Богородица Имакулата и св. Иван Непомук радови су непознатих аутора, док се на основу архивске грађе сазнаје да је за осликавање св. Вендалина ангажован Константин Пантелић 1841. године, а за Благовести познати мађарски сликар Пешкија 1846. године.